# Georg Schulz (Politiker)
Georg Schulz (* 30. April 1896 in Dinkelsbühl; † 19. Juli 1956 in Überlingen) war ein deutscher Maler und Politiker (FDP/DVP).

## Leben
Schulz besuchte die Staatliche Akademie der Bildenden Künste Karlsruhe und war beruflich als Malermeister in Überlingen tätig. Nach dem Zweiten Weltkrieg schloss er sich der FDP an. Am 21. Januar 1953 trat er für den ausgeschiedenen Abgeordneten Paul Waeldin in die Verfassunggebende Landesversammlung von Baden-Württemberg ein und gehörte im Anschluss von November 1953 bis 1956 dem baden-württembergischen Landtag an.